# Dasychira cinnamomea
Dasychira cinnamomea är en fjärilsart som beskrevs av Augustus Radcliffe Grote och Robinson 1866. Dasychira cinnamomea ingår i släktet Dasychira och familjen tofsspinnare. Inga underarter finns listade i Catalogue of Life.